# Abellio Rail NRW

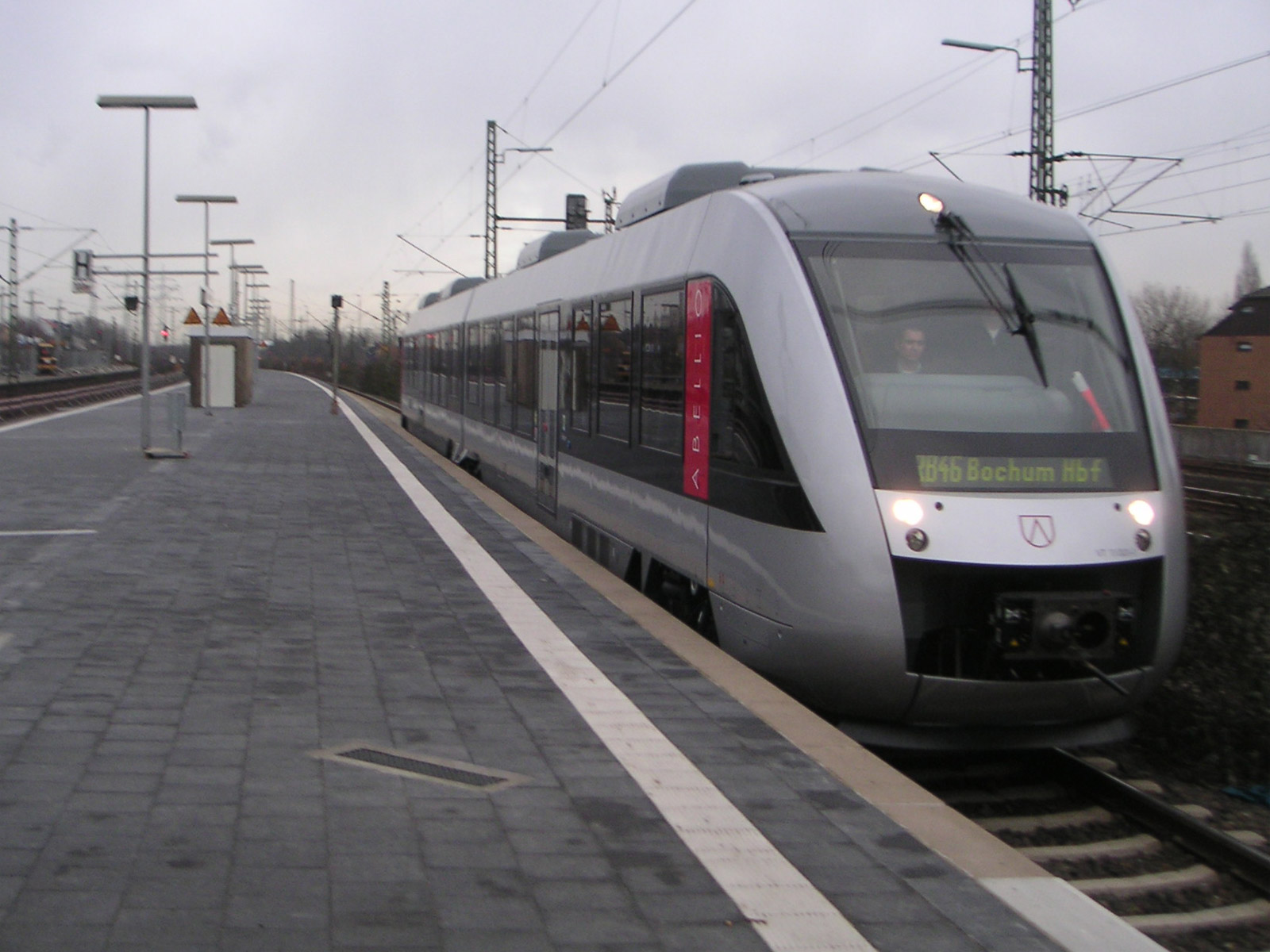
Az Abellio LINT 41/H-ja az Gelsenkirchen–Bochum viszonylatú RB 46 - Nokia Bahnon

A hageni székhelyű Abellio Rail NRW GmbH egy helyközi forgalmú vasúti személyszállítást végző közlekedési társaság Észak-Rajna–Vesztfáliában.
Észak-Rajna–Vesztfáliában kapott az Abellio 2005 óta hét koncesszió a regionális személyvonatüzemről. 2021 novemberében bejelentették, hogy az Abellio összes észak-rajna-vesztfáliai koncessziója 2022. január 31-én megszűnik a vállalat fizetésképtelensége miatt, és hogy a vonalakat vészhelyzeti pályázatokat követően új vasúttársaságok veszik át.

## Tulajdonosi struktúra
Amikor alapított volt 2005-ben, az Abellio Rail NRW GmbH az Abellio GmbH 100%-os leányvállalata, melynek az esseni városüzemeltetési konszern, az Essener Versorgungs- und Verkehrsgesellschaft mbH (EVV). 2005-től a többségi tulajdonosa (75,1%) a brit Star Capital befektetői csoport volt, további 12,36%-ot birtokol az EVV, és a tobbi az Abellio-menedzsment. 2008-ben minden birtokos eladott az Abellio GmbH-t a Nederlandse Spoorwegennek (NS), a holland vasút.
Németorszagon is az Abellio Baden-Württemberg, az Abellio Mitteldeutschland és a Westfalenbahn közlekednek.

## Vonalhálózat

### Emscher-Ruhrtal-Netz (2005–2019)
| Vonalszám | Név                                           | Útvonal                                                  | Követési idő | Jarművek                                    | Észrevétel                                          |
| --------- | --------------------------------------------- | -------------------------------------------------------- | ------------ | ------------------------------------------- | --------------------------------------------------- |
| RB 40     | Ruhr-Lenne-Bahn                               | Essen Hbf – Bochum Hbf – Witten Hbf – Wetter – Hagen Hbf | 60 perc      | „Abellio Classic”                           | A „Emscher-Ruhrtal-Netz”-koncesszióban csak 2007-ig |
| RB 46     | Nokia-Bahn (2008-ig) Glückauf-Bahn (2008 óta) | Bochum Hbf – Herne-Wanne-Eickel Hbf – Gelsenkirchen Hbf  | 30 perc      | Alstom LHB Coradia LINT 41/H, Stadler Flirt | hétvégen csak 60 percenként közlekedett             |

A társaság 2005 decembere óta üzemeltet a Verkehrsverbund Rhein-Ruhr (VRR) megbízásából két észak-rajna–vesztfáliai vasútvonalat, mégpedig a Ruhr-Lenne-Bahn-t (RB40) Essenből Essen-Kray Süd-ön, Bochumon, Wittenen és Wetteren át Hagenig, valamint a Nokia-Bahn-t (RB46) Bochumból Bochum-Westen, Bochum-NOKIÁ-n és Wanne-Eickelen át Gelsenkirchenig. A Nokia-Bahn-on az Alstom LHB Coradia LINT 41/H típusú korszerű dízelmotorvonatok közlekednek.
A Ruhr-Lenne-Bahn-on ezzel szemben kezdetben Silberlingek és klasszikus sötétzöld gyorsvonati kocsik közlekedtek EuroSprinter ES64U2 típusú (a MÁV és a GYSEV 1047-eseivel gyakorlatilag azonos típusú) villamos mozdonyokkal vontatva vagy tolva. Ezeket a vonatokat a vasútbarátok „Abellio Classic” néven emlegették. Ezeket a vonatokat 2007. augusztus 7-től a Stadler Rail háromrészes Flirt villamos motorvonatai váltották fel. A használt, régi típusú járművek kezdeti alkalmazásának oka az volt, hogy az Abellio 2004-ben először csak 2005 és 2007 közötti időszakra kapta meg a vonal üzemeltetését és ez új járművek beállítását gazdaságlag nem alapozta meg. Csak amikor 2005 nyarán bizonyossá vált, hogy a Ruhr-Sieg-Netz-koncesszióját 12 évvel, 2007-től 2019-ig meghosszabbodik, adták fel a megrendelést új motorvonatokra. A Flirt motorvonatok tulajdonosa a CB Rail lízingtársaság.
2008-ban a Nokia-Bahn néve Glückauf-Bahn-ra változott.

### Ruhr-Sieg-Netz I (2007–2019)
Az Abellio a 2007. december 9-i menetrendváltással az Essenből és Hagenből Siegenbe és Iserlohnba vezető vonalak személyforgalmát, azaz a Ruhr-Sieg-Express-t (RE16) és a Ruhr-Sieg-Bahn-t (RB91) is átvette. Az eddig önálló iserlohni vonalat ezentúl e két vonal vonatairól leakadó szerelvények szolgálják ki. A Ruhr-Lenne-Bahn (RB 40) is hozzáfűzték a Ruhr-Sieg-Netz-koncesszióra.
| Vonalszám | Név               | Útvonal | Követési idő | Jarművek      | Észrevétel                                  |
| --------- | ----------------- | --- | ------------ | ------------- | ------------------------------------------- |
| RE 16     | Ruhr-Sieg-Express | Essen Hbf – Bochum Hbf – Witten Hbf – Wetter – Hagen Hbf – Iserlohn-Letmathe első vonatrész tovább: Iserlohn második vonatrész tovább: Werdohl – Finnentrop – Lennestadt – Siegen | 60 perc      | Stadler FLIRT | nem minden megállókon állt meg              |
| RB 40     | Ruhr-Lenne-Bahn   | Essen Hbf – Bochum Hbf – Witten Hbf – Wetter – Hagen Hbf | 60 perc      | Stadler FLIRT |                                             |
| RB 91     | Ruhr-Sieg-Bahn    | Hagen Hbf – Iserlohn-Letmathe első vonatrész tovább: Iserlohn második vonatrész tovább: Werdohl – Finnentrop – Lennestadt – Siegen                                                | 60 perc      | Stadler FLIRT | vasárnapokon csak 120 percenként közlekedik |

### Der Müngstener (2013–2022)

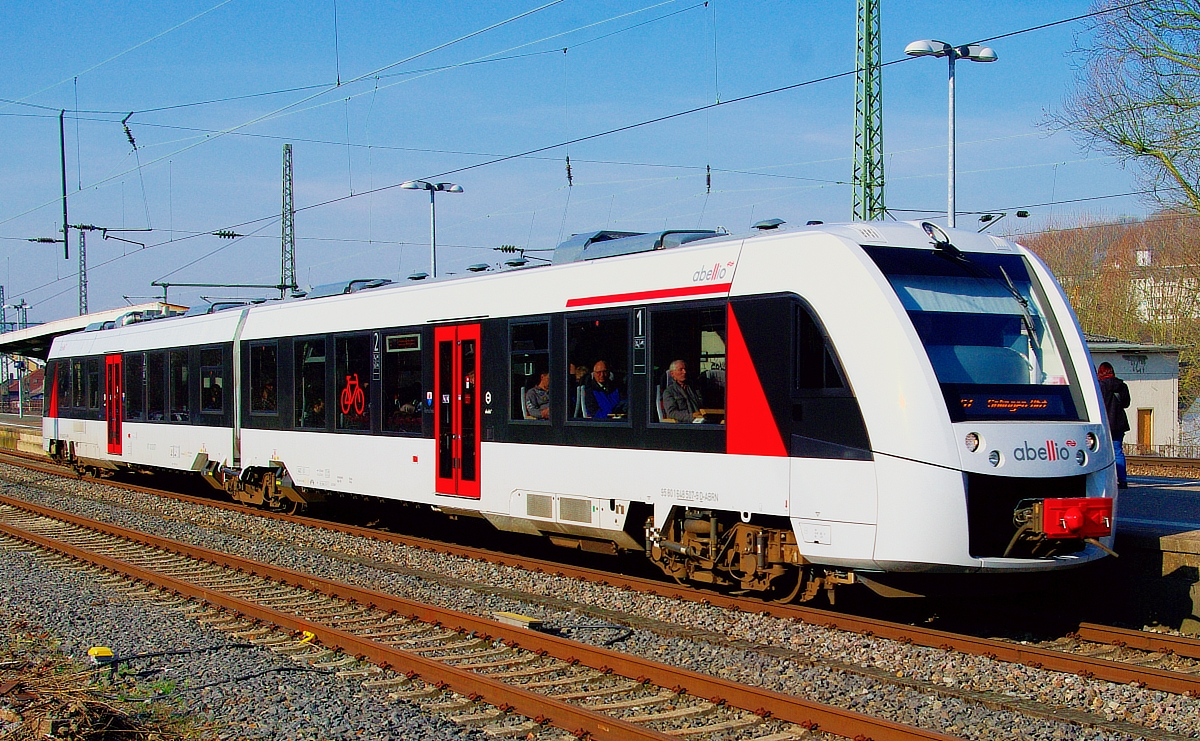
Egy Alstom Coradio Lint a S7-es vonalon a Wuppertal-Unterbarmen megállóban

A társaság 2013. decembere óta üzemeltet a Verkehrsverbund Rhein-Ruhr (VRR) megbízásából a S7-es S-Bahn-vonalt Wuppertalból Remscheiden át Solingenbe, amely a csúcsidőn is Düsseldorfba közlekedik. A Der Müngstener-en az Alstom Coradia LINT 41/H típusú korszerű dízelmotorvonatok közlekednek.
| Vonalszám                                          | Név            | Útvonal                                      | Követési idő       | Jarművek                 | Észrevétel                                                  |
| -------------------------------------------------- | -------------- | -------------------------------------------- | ------------------ | ------------------------ | ----------------------------------------------------------- |
| S 7                                                | Der Müngstener | Wuppertal Hbf – Remscheid Hbf – Solingen Hbf | 20 perc            | Alstom Coradia LINT 41/H | hétvégen csak 30 percenként közlekedik                      |
| S 7                                                | Der Müngstener | Solingen Hbf – Hilden – Düsseldorf Hbf       | nappi két vonatpár | Alstom Coradia LINT 41/H | csak munkanapokon közlekedik, nem minden megállókon áll meg |
| Teljes hossz: 41 km. 1,6 millió vonatkilométer/év. |                |                                              |                    |                          |                                                             |

### Niederrhein-Netz (2016–2022)

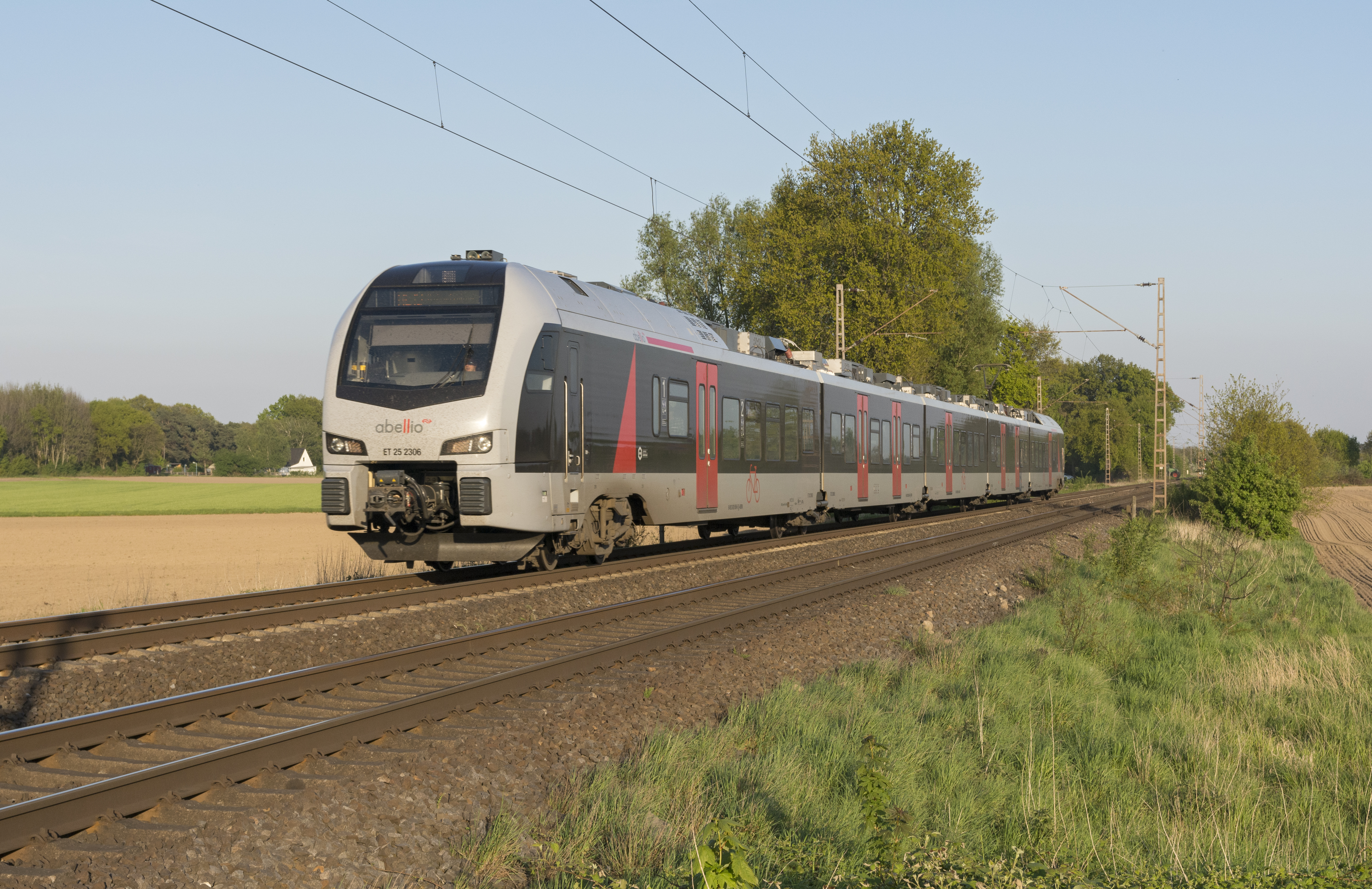
Egy Stadler Flirt a RE19-es vonalon Mehrhoognál

A társaság 2016. decembere óta üzemeltet a Verkehrsverbund Rhein-Ruhr (VRR), a Nahverkehr Westfalen-Lippe (NWL) és a holland tártomány Gelderland megbízásából a Niederrhein-Netz-t, amely a RE19-es, RB32-es és RB35-ös vonalok tartalmazza. Az új RE19-es vonallal megindult 2019. áprilisban egy új regionális vonatkapcsolat Észak-Rajna-Vesztfália és Hollandia, a Gelderland fővárosa Arnhembe, között. 21 ötrészes Stadler FLIRT 3 típusú villamos motorvonatot az RE19-es és RB35-ös vonalakon használják, amelyek közül néhányat többrendszeres járműként terveztek Hollandiába történő használatra. A nem villamosított vasútvonalon Wesel és Bocholt között három Alstom Coradia LINT 41/H típusú korszerű dízelmotorvonat közlekedik. A 2019. decemberi menetrendváltás óta a RB35-ös vonal Oberhausenből már nem Weselbe, hanem Gelsenkirchenbe közlekedik. Oberhausen és Wesel között az új RE49-es vonal a RB35-ös helyett közlekedik. Ezenkívül az RB32-es vonalszáma RE19a-ra változott. 2021. július óta a Wesel és Bocholt közötti 22 km hosszú vonal a vasútvillamosítás miatt zárt van, 2022. február 1-én a villamos vonatok kezdődnek közlekedekni.
| Vonalszám                                           | Név                      | Útvonal | Követési idő | Jarművek                 | Észrevétel                                                |
| --------------------------------------------------- | ------------------------ | --- | ------------ | ------------------------ | --------------------------------------------------------- |
| RE 19                                               | Rhein-IJssel-Express     | Düsseldorf Hbf – Duisburg Hbf – Oberhausen Hbf – Dinslaken – Wesel – Emmerich – Zevenaar – Arnhem Centraal                                                          | 60 perc      | Stadler FLIRT 3          | nem minden megállókon áll meg                             |
| RB 32 (2019-ig) RE 19a (2019 óta)                   | Der Bocholter            | Wesel – Hamminkeln – Bocholt | 60 perc      | Alstom Coradia LINT 41/H | 2021. július óta nem közlekedik a vasútvillamosítás miatt |
| RB 35                                               | Emscher-Niederrhein-Bahn | Mönchengladbach Hbf – Viersen – Krefeld Hbf – Duisburg Hbf – Oberhausen Hbf 2019-ig tovább: Dinslaken – Wesel 2019 óta tovább: Essen-Altenessen – Gelsenkirchen Hbf | 60 perc      | Stadler FLIRT 3          | csak munkanapokon közlekedik                              |
| Teljes hossz: 222 km. 2,7 millió vonatkilométer/év. |                          | |              |                          |                                                           |

### Rhein-Ruhr-Express (2018–2022)

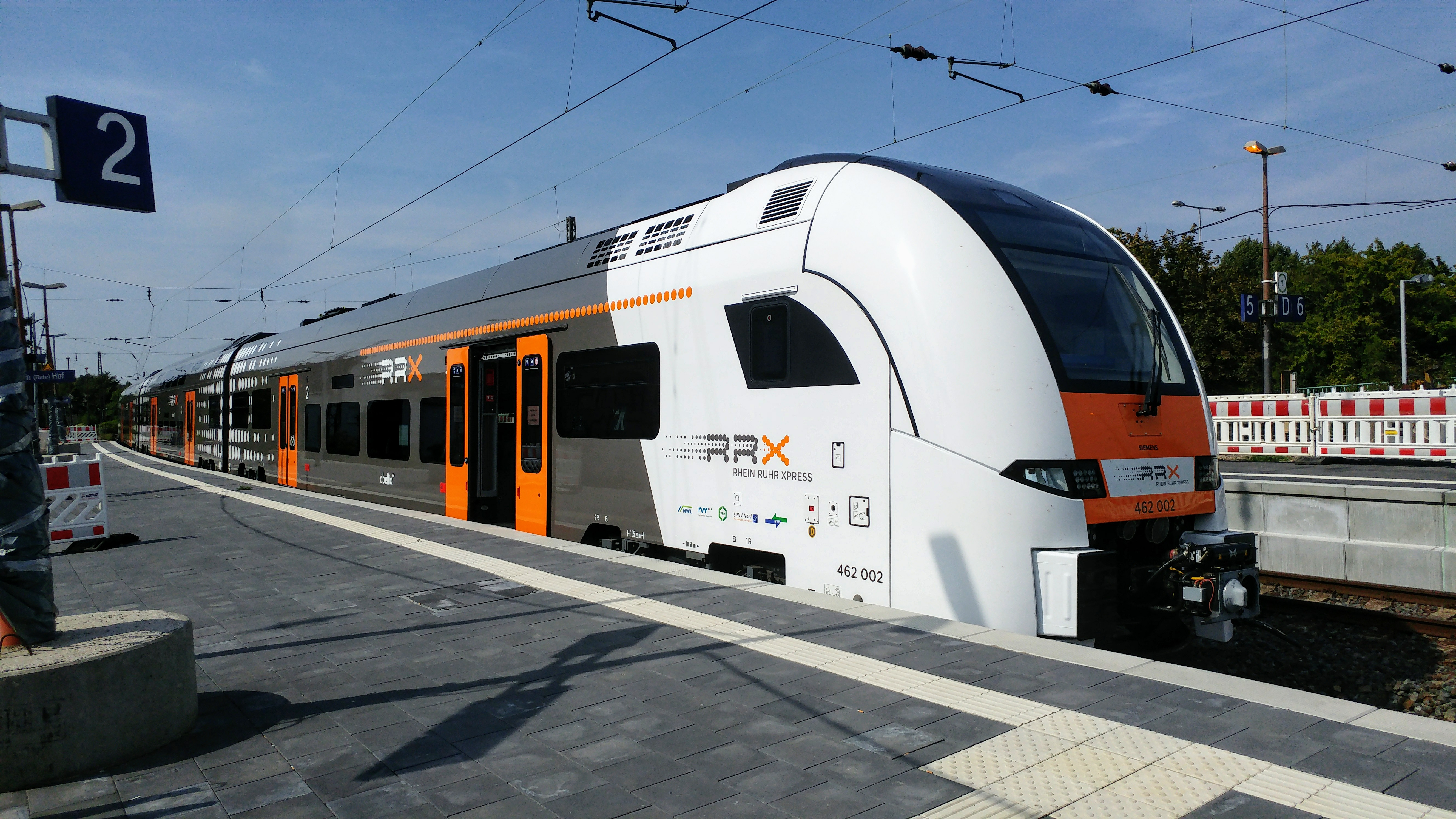
Egy Siemens Desiro HC a RE11-es vonalon Mülheimben

2015-ben a Verkehrsverbund Rhein-Ruhr (VRR), Nahverkehr Westfalen-Lippe (NWL), Nahverkehr Rheinland (NVR) és Nordhessischer Verkehrsverbund (NVV) ismertette, hogy Abellio nyerte a Rhein-Ruhr-Express koncesszió első részét, amely a RE1-es és RE11-es vonalak tartalmazza. A második és harmadik részeket (RE4, RE5, RE6) nyerte a National Express. Egy külön pályázaton a Siemens nyerte el a járművek építésére és karbantartására vonatkozó szerződést. 33 negyrészes Siemens Desiro HC villamos motorvonat a Verkehrsverbund Rhein-Ruhr tulajdonában van, és az Abellio használja őket. 2018. decemberben kezdődött Abellio üzemeltetni a RE11-es vonalt, és 2020. júniusban a RE1-es vonalt.
| Vonalszám                                           | Név                   | Útvonal | Követési idő | Jarművek          | Észrevétel                                                                         |
| --------------------------------------------------- | --------------------- | --- | ------------ | ----------------- | ---------------------------------------------------------------------------------- |
| RE 1                                                | NRW-Express           | Aachen Hbf – Stolberg (Rheinl) Hbf – Düren – Kerpen-Horrem – Köln Hbf – Leverkusen Mitte – Düsseldorf Hbf – Duisburg Hbf – Mülheim Hbf – Essen Hbf – Bochum Hbf – Dortmund Hbf – Kamen – Hamm (Westf) Hbf | 60 perc      | Siemens Desiro HC | csak 2020. június óta Abellio üzemeltet ez a vonalt; nem minden megállókon áll meg |
| RE 11                                               | Rhein-Hellweg-Express | Düsseldorf Hbf – Duisburg Hbf – Mülheim Hbf – Essen Hbf – Bochum Hbf – Dortmund Hbf – Kamen – Hamm (Westf) Hbf – Soest – Paderborn Hbf                                                                    | 60 perc      | Siemens Desiro HC | nem minden megállókon áll meg                                                      |
| RE 11                                               | Rhein-Hellweg-Express | Paderborn Hbf – Altenbeken – Warburg (Westf) – Kassel-Wilhelmshöhe | 120 perc     | Siemens Desiro HC | nem minden megállókon áll meg                                                      |
| Teljes hossz: 511 km. 4,6 millió vonatkilométer/év. |                       | |              |                   |                                                                                    |

### Ruhr-Sieg-Netz II (2019–2022)

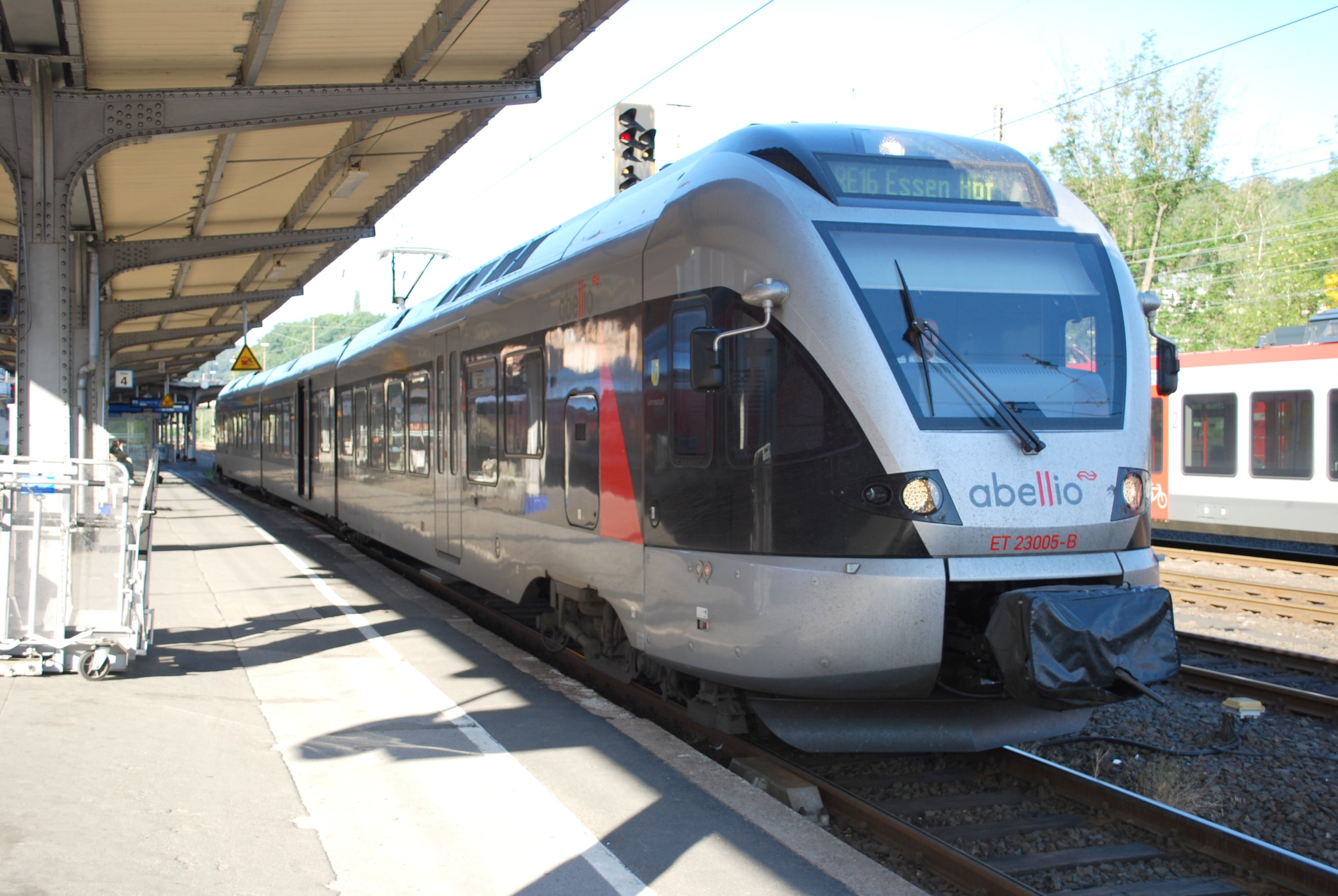
Egy Stadler Flirt a RE16-os vonalon Siegenben

A társaság 2019 decembere óta üzemeltet a Verkehrsverbund Rhein-Ruhr (VRR) és a Nahverkehr Westfalen-Lippe (NWL) megbízásából a második Ruhr-Sieg-Netz koncessziót, amely a RE16-os, RB46-os és RB91-es régionalis vonalak tartalmazza. Mindezen vonalakat korábban az Abellio üzemeltette és a vonalokon közlekedik a 18 két- és háromrészes felújított Stadler FLIRT villamos motorvonat az első Ruhr-Sieg-Netz koncesszióról.
| Vonalszám                                           | Név               | Útvonal | Követési idő                                            | Jarművek      | Észrevétel                                  |
| --------------------------------------------------- | ----------------- | --- | ------------------------------------------------------- | ------------- | ------------------------------------------- |
| RE 16                                               | Ruhr-Sieg-Express | Essen Hbf – Bochum Hbf – Witten Hbf – Wetter – Hagen Hbf – Iserlohn-Letmathe                                                       | 60 perc                                                 | Stadler FLIRT | nem minden megállókon áll meg               |
| RE 16                                               | Ruhr-Sieg-Express | első vonatrész tovább: Iserlohn-Letmathe – Iserlohn                                                                                | 60 perc                                                 | Stadler FLIRT | nem minden megállókon áll meg               |
| RE 16                                               | Ruhr-Sieg-Express | második vonatrész tovább: Iserlohn-Letmathe – Werdohl – Finnentrop – Lennestadt – Siegen                                           | 60 perc (2021. decemberig) 120 perc (2021. decembertől) | Stadler FLIRT | nem minden megállókon áll meg               |
| RB 46                                               | Glückauf-Bahn     | Bochum Hbf – Herne-Wanne-Eickel Hbf – Gelsenkirchen Hbf                                                                            | 30 perc                                                 | Stadler FLIRT | hétvégen csak 60 percenként közlekedik      |
| RB 91                                               | Ruhr-Sieg-Bahn    | Hagen Hbf – Iserlohn-Letmathe első vonatrész tovább: Iserlohn második vonatrész tovább: Werdohl – Finnentrop – Lennestadt – Siegen | 60 perc                                                 | Stadler FLIRT | vasárnapokon csak 120 percenként közlekedik |
| Teljes hossz: 273 km. 3,4 millió vonatkilométer/év. |                   | |                                                         |               |                                             |

### S-Bahn Rhein-Ruhr (2019–2022)

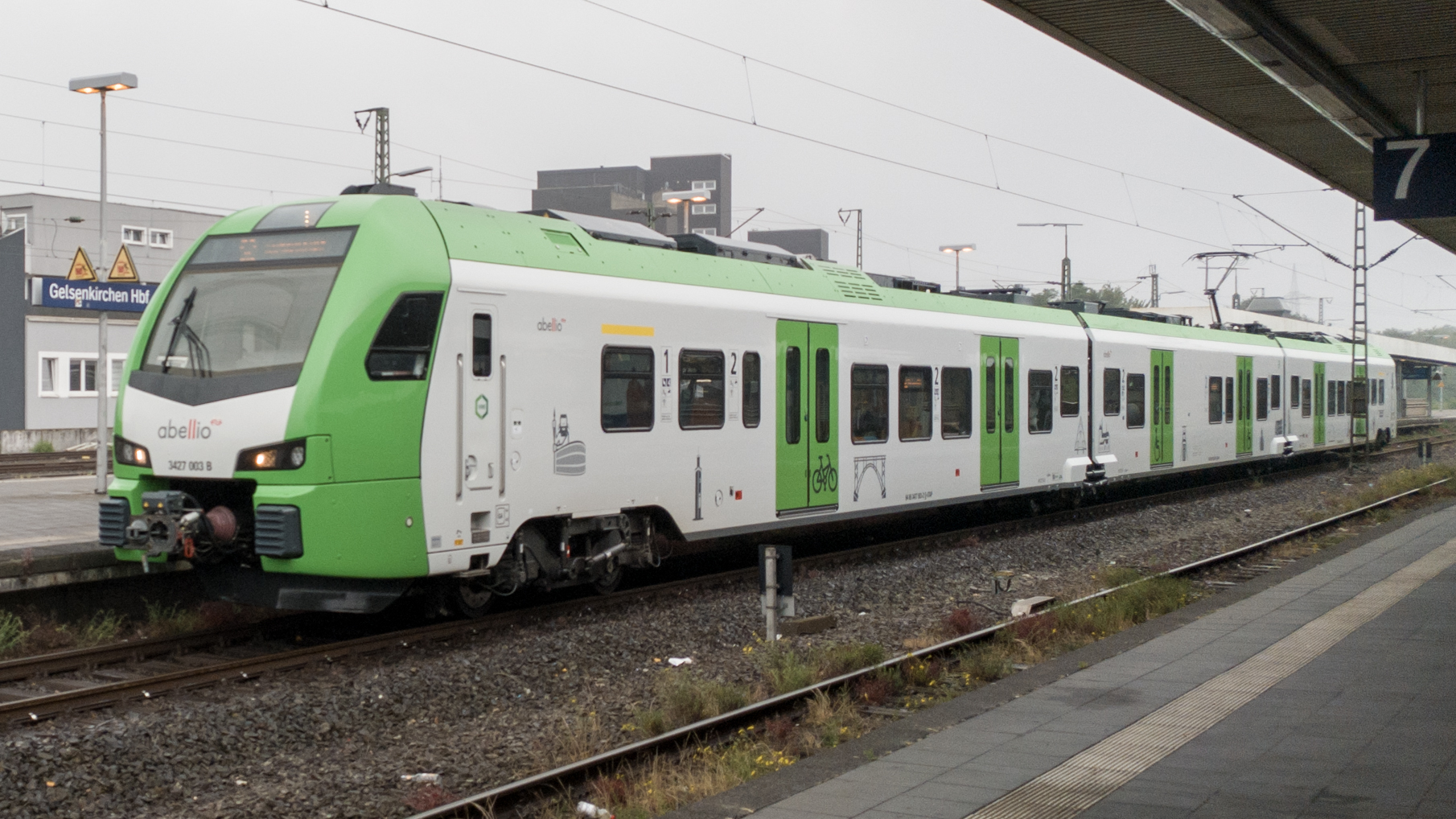
Egy Stadler Flirt 3XL a S2-es vonalon Gelsenkirchenben

A társaság 2019 decembere óta üzemeltet a Verkehrsverbund Rhein-Ruhr (VRR) megbízásából az S-Bahn Rhein-Ruhr koncesszió második részét, amely a S2-es, S3-as, S9-es S-Bahn-vonalak és a RB32-es, RB40-es és RE49-es régionalis vonalak tartalmazza. Egy külön pályázaton a Stadler Rail nyerte el a járművek építésére és karbantartására vonatkozó szerződést. 41 három- és ötrészes Stadler FLIRT 3XL villamos motorvonat a Verkehrsverbund Rhein-Ruhr tulajdonában van, és az Abellio körülbelül 33 ilyet használja.
| Vonalszám                                           | Név | Útvonal | Követési idő                | Jarművek          | Észrevétel                                                  |
| --------------------------------------------------- | --- | --- | --------------------------- | ----------------- | ----------------------------------------------------------- |
| S 2                                                 | | Dortmund Hbf – Dortmund-Dorstfeld – Dortmund-Mengede                                                                                                   | 15 perc (csúcsidőn) 30 perc | Stadler FLIRT 3XL |                                                             |
| S 2                                                 | Dortmund-Mengede – Castrop-Rauxel Hbf – Herne                                                                     | 30 perc |                             | Stadler FLIRT 3XL |                                                             |
| S 2                                                 | Herne – Recklinghausen Hbf                                                                                        | 60 perc |                             | Stadler FLIRT 3XL |                                                             |
| S 2                                                 | Herne – Wanne-Eickel Hbf – Gelsenkirchen Hbf – Essen Hbf                                                          | 60 perc |                             | Stadler FLIRT 3XL |                                                             |
| S 3                                                 | | Oberhausen Hbf – Mülheim Hbf – Essen Hbf – Essen-Steele – Hattingen (Ruhr) Mitte                                                                       | 30 perc                     | Stadler FLIRT 3XL |                                                             |
| S 9                                                 | | Haltern am See – Marl Mitte – Gelsenkirchen-Buer Nord – Gladbeck West                                                                                  | 60 perc                     | Stadler FLIRT 3XL |                                                             |
| S 9                                                 | Recklinghausen Hbf – Gladbeck West                                                                                | 60 perc |                             | Stadler FLIRT 3XL |                                                             |
| S 9                                                 | Gladbeck West – Bottrop Hbf – Essen Hbf – Essen-Steele – Velbert-Langenberg – Wuppertal-Vohwinkel – Wuppertal Hbf | 30 perc |                             | Stadler FLIRT 3XL |                                                             |
| S 9                                                 | Wuppertal Hbf – Wuppertal-Oberbarmen – Schwelm – Gevelsberg Hbf – Hagen Hbf                                       | 60 perc |                             | Stadler FLIRT 3XL |                                                             |
| RB 32                                               | Rhein-Emscher-Bahn                                                                                                | Dortmund Hbf – Dortmund-Mengede – Castrop-Rauxel Hbf – Herne – Wanne-Eickel Hbf – Gelsenkirchen Hbf – Essen-Altenessen – Oberhausen Hbf – Duisburg Hbf | 60 perc                     | Stadler FLIRT 3XL |                                                             |
| RB 40                                               | Ruhr-Lenne-Bahn                                                                                                   | Essen Hbf – Bochum Hbf – Witten Hbf – Wetter – Hagen Hbf                                                                                               | 60 perc                     | Stadler FLIRT 3XL |                                                             |
| RE 49                                               | Wupper-Lippe-Express                                                                                              | Wesel – Dinslaken – Oberhausen Hbf – Mülheim Hbf – Essen Hbf – Essen-Steele – Velbert-Langenberg – Wuppertal-Vohwinkel – Wuppertal Hbf                 | 60 perc                     | Stadler FLIRT 3XL | csak munkanapokon közlekedik; nem minden megállókon áll meg |
| Teljes hossz: 412 km. 7,1 millió vonatkilométer/év. | | |                             |                   |                                                             |